# Chasquido lateral alveolar
Los clicks laterales son una familia de chasquidos consonánticos que se encuentran sólo en lenguas africanas. El sonido de click usado por los jockeys para incitar en sus caballos es un click lateral, aunque no es un sonido del discurso en ese contexto. Los clics laterales se encuentran en todo el sur de África y en dos idiomas en Tanzania. El lugar de articulación no se conoce como contrastivo en ningún idioma, y típicamente varía de alveolar a palatal. El símbolo en el alfabeto fonético internacional que representa un click lateral genérico es ⟨ǁ⟩, un tubo doble. Antes de 1989, ⟨ʖ⟩ era la carta del AFI para los clicks laterales, y esto sigue siendo preferido por algunos fonéticos, ya que el tubo doble puede ser confundido con marcas prosódicas y, en algunas fuentes, con una elle. Cualquiera de las letras se puede combinar con una segunda letra para indicar la forma de articulación, aunque esto se omite comúnmente para los clicks tenues, y cada vez más un diacrítico se utiliza en su lugar. Los clicks laterales comunes son:
| AFI I   | AFI II    | Descripción                     |
| ------- | --------- | ------------------------------- |
| ǁ o ʖ   | ǁ o ʖ     | click lateral tenue             |
| ǁʰ o ʖʰ | ǁʰ o ʖʰ   | click lateral aspirado          |
| ǁ̬ o ʖ̬   | ᶢǁ o ᶢʖ   | click lateral sonoro            |
| ǁ̃ o ʖ̃   | ᵑǁ o ᵑʖ   | click lateral nasal             |
| ǁ̥̃ʰ o ʖ̥̃ʰ | ᵑ̊ǁʰ o ᵑ̊ʖʰ | click lateral nasal aspirado    |
| ǁ̃ˀ o ʖ̃ˀ | ᵑǁˀ o ᵑʖˀ | click lateral nasal glotalizado |

Lo último es lo que se escucha en la muestra de sonido anterior, ya que los hablantes no nativos tienden a glotar clics para evitar la nasalización de los mismos.En las ortografías de las lenguas individuales, las letras y los dígrafos para los clics laterales pueden basarse en el símbolo de tubería del AFI, ⟨ǁ⟩ o en el latín ⟨x⟩ de la convención bantú. El Nama y la mayoría de los idiomas Saan usan el primero; El Naro, Sandawe y Zulú utilizan este último.

## Aparición en distintos idiomas
Hadza: [ʔeǁekeke] = [ʔeʖekeke] escuchar
!Kung: nǁan [ᵑǁàŋ] = [ʖ̃àŋ] Tylosema esculentum
Xhosa: isiXhosa [isiǁʰosa] = [isiʖʰosa] idioma xhosa
ǃXóõ: ǁnáã [ᵑǁɑ́ɑ̃] = [ʖ̃ɑ́ɑ̃] baya de grewia
Zulú: xoxa [ǁɔ́ːǁa] = [ʖɔ́ːʖa] convertir
- Datos: Q1806900